# Эпигенетический дрейф
Эпигенетический дрейф — постепенное изменение профиля метилирования ДНК с возрастом организма. Предположительно, это является следствием дисрегуляции работы молекулярного аппарата, поддерживающего нормальный профиль метилирования. Подробное исследование профилей метилирования ДНК человека выявило некоторые общие закономерности эпигенетического дрейфа: CpG-богатые промоторы (среди которых много промоторов генов транскрипционных факторов и супрессоров-опухолей, ответственных за развитие организма) постепенно гиперметилируются, в то время как сайты метилирования, расположенные в CpG-бедных регионах, гипометилируются.
Эпигенетический дрейф является естественным феноменом, проявляющимся у всех здоровых индивидов. Однако с возрастом он может становиться неблагоприятным для жизнедеятельности, приводя к развитию комплексных заболеваний. Эпигенетический дрейф был выявлен в тканях здоровых людей, однако в тканях, полученных от пациентов с болезнью Альцгеймера, он оказался существенно более выраженным.
А. Шумахер высказал предположение, что в то время как темп накопления генетических мутаций повышается с возрастом линейно, уровень накопления эпимутаций после того, как достигнут определенный порог клеточной эпигенетической дерегуляции, повышается экспоненциально. Достигая порога, эти изменения вследствие «резонансного эффекта» могут нарушать генетический и эпигенетический гомеостаз, приводя таким образом к значительно более быстрому эпигенетическому дрейфу. Его темп может не только определяться единичными изменениями в геноме, но также и зависеть от общегеномных системных механизмов.
Допускается, что те или иные средовые влияния могут привести к возникновению длительно сохраняющихся «эпигенетических отпечатков», особенно в постмитотических клетках (нейронах и т. д.). Эти отпечатки могут оказывать негативное влияние на организм даже по прошествии многих лет после воздействия. Например, выявлено, что влияние металлов-ксенобиотиков, в частности свинца, на крыс в период их развития приводит к отсроченной сверхэкспрессии гена APP, который играет критическую роль в развитии болезни Альцгеймера. Этот эффект проявляется даже через 20 мес после воздействия.
Для лучшего понимания процессов, связанных с эпигенетическим дрейфом, А. Шумахер предлагает не только осуществлять исследования возрастзависимых заболеваний, но также изучать эпигенетические профили долгожителей. Если средовые изменения играют ключевую роль в эпигенетическом дрейфе, можно предположить, что долгоживущие индивиды являются носителями большего количества негативных возрастных эпимутаций в сравнении с другими членами популяции. Однако определённые комплексные особенности их эпигенотипа могут защищать их от повреждающего эффекта этих эпимутаций.